# 鳥之石楠船神

神産み神話（イザナギ・イザナミが生んだ神々） SVGで表示（対応ブラウザのみ）

鳥之石楠船神（トリノイワクスフネノカミ、歴史的仮名遣：トリノイハクスフネノカミ）は、日本神話に登場する神、または神が乗る船の名前である。

## 概要
別名を天鳥船神（あめのとりふねのかみ）、天鳥船（あめのとりふね）と言い、天夷鳥命と同神とする系図がある。

## 記述
神産みの段でイザナギとイザナミの間に産まれた神である。『古事記』の葦原中国平定の段では、天鳥船神が建御雷神の副使として葦原中国に派遣され、事代主神の意見をきくために使者として遣わされた。しかし『日本書紀』の同段では天鳥船神は登場せず、事代主神に派遣されたのも稲背脛という別の者になっている。稲背脛は「熊野諸手船、またの名を天鴿船」という船に乗っていったというが、『古事記』では天鳥船神が使者となっている。また熊野諸手船は美保神社の諸手船神事の元である。
これとは別に、『日本書紀』の神産みの段本文で、イザナギ・イザナミが産んだ蛭児を天磐櫲樟船（あめのいわくすふね。一書では鳥磐櫲樟船（とりのいわくすふね））に乗せて流したとの記述があるが、『古事記』では蛭子が乗って行ったのは鳥之石楠船神ではなく葦船（あしぶね）である。

## 考証
国譲りの使者は各史料によって建御雷神、経津主神、鳥之石楠船神、稲背脛、天夷鳥命のいずれかから二柱が伴って派遣されるが、建御雷神を除くこれらは皆同一神の別名を伝えたものと考えられる。経津主神、鳥之石楠船神、稲背脛、天夷鳥命は祭祀氏族が共通し、その神名、事績からも、『神道大辞典』において、出雲国造の祖と鳥之石楠船神を同一視する説が掲載されている。また、これに従えば『古事記』、『日本書紀』における記述の違いは、使者の主・従関係の違いだけにとどまり、ほとんど同じ内容を伝えていたこととなる。

## 祀る神社
- 石船神社（茨城県東茨城郡城里町岩船） - 主祭神
- 鳥船神社（埼玉県所沢市宮本町） - 祭神  - 所澤神明社の境内社。
- 神崎神社（千葉県香取郡神崎町神崎本宿） - 主祭神
- 隅田川神社（東京都墨田区堤通） - 主祭神
- 大鷲神社（神奈川県横浜市南区真金町） - 主祭神